# 牧歌の里
牧歌の里（ぼっかのさと）は、岐阜県郡上市のひるがの高原にある農業公園。温泉施設を併設する。標高1000メートルに位置。

## 概要
季節によって変わる花畑や工作体験などが楽しめる。レストランでは白山連峰を眺望しながら、飛騨牛を味わえる。
主に花を見られる春から秋を「グリーンシーズン」、雪の降る冬を「ウインターシーズン」としてそれぞれ営業している。
飼育しているジャージー牛のミルクを使ったスイーツの生産を行い、売店でお土産として販売している。中でもプリンの人気が高い。2013年5月に発売された「郡上の美味しくて濃いプリン」は郡上市商工課などの打診をきっかけに開発したオリジナルスイーツで、6次産業化の取り組みの足掛かりにもなった。

## 沿革
1996年（平成8年）4月20日に開業した。高鷲村、農業生産法人、第三セクター「ヒルトップ」の3者が共同で整備し、整備費は37億8700万円であった。
降雪のため春から秋までの営業としていたが、2001年（平成13年）5月25日に温泉「牧華」を開業して同年から通年営業に変更した。この温泉は1997年に掘削を開始し、1999年夏に湧出を確認したものである。
「ヒルトップ」と農業生産法人「ひるがのフラワーファーム」は2013年2月期決算で債務超過に陥り、2013年12月に新設された農業生産法人「牧歌コーポレーション」に事業を譲渡した。年間約25万人の入園者があったものの、開園以来借入金の金利などが負担となっていた。

## 園内施設
- 花畑 - オーロラの花畑、高原の花畑、虹色の花畑、教会の花畑、秘密の花畑などのエリアに分けられており、4.5 haの面積を誇る。

### 動物ふれあいエリア
- 乳しぼり会場
- 動物ふれあいテント
- 牧舎
- 馬場
- 放牧場
- アルパカハウス
- 鯉の池

### 手作り体験
- 手作り体験工房
- 木ぼっくりミュージアム
- フローラルハウスポプリ

### 飲食店・ショップ
※はレストラン。それ以外はショップ、カフェ。
- メインハウス売店
- ミルクショップ（メインハウス 1F）
- レストラン ヒルトップ（メインハウス 2F） ※
- バーベキューハウス味広場 ※
- フードテラス ローゼス ※
- ファストフード ぱっくん ※
- 高原のパン屋さん
  - かつての名称は、「パン工房」だった。
- ミルクハウス ムー
  - かつての名称は、「ミルクハウス あんこ」だった。

### その他のスポット
- 親水広場 せせらぎオアシス
  - 2023年7月22日に憩いの場所としてリニューアルされる前は、魚つかみ体験の会場で釣り堀だった。
- クラウンのおうち（休憩所）
  - 2015年のグリーンシーズンまでは、「ティールーム 木かげ」だった。
- ロードトレイン - 1997年に初めて導入。ワインレッドの列車はイタリア製で、2,200ccのディーゼルエンジンを搭載した機関車と25人乗りの客車3両で構成される[9]。
- じゃぶジャブ池・キッズパーク
- グリーンドア（休憩所）
- 朝市
- 芝生広場（スリッパ飛ばし大会の会場)
- 高原のステージ

## 温泉
敷地東側に日帰り温泉施設「牧華」（ぼっか）がある。カフェテリア方式のレストランを併設する。
2019年からウインターシーズン（12月中旬から3月下旬まで）のみの営業に変更された。
- 泉質：アルカリ性単純温泉
  - 泉温 38℃

## イメージソング
タケカワユキヒデ & T's COMPANY「風を感じて」
2003年のグリーンシーズンより使用されている。
営業開始と営業終了時の2回フルコーラスで流れるほか、CMでも使用されている。シングル盤は売店で購入できる。

### シングル盤
ボーナストラックとして収録されている表題曲のカラオケ音源は、サビと一番のBメロにT's COMPANYの歌声が入っている。
表題曲は、コンピレーション盤「CMの達人〜傑作CM音楽集〜」にも収録されている。

#### 収録曲
| 全作詞・作曲: タケカワユキヒデ。 |                          |                  |                  |
| #                                | タイトル                 | 作詞             | 作曲・編曲       |
| 1.                               | 「風を感じて」           | タケカワユキヒデ | タケカワユキヒデ |
| 2.                               | 「風を感じて(カラオケ)」 | タケカワユキヒデ | タケカワユキヒデ |

## 交通アクセス

### 自家用車
- 東海北陸自動車道ひるがの高原スマートインターチェンジ（ETC専用）より5分。
- 東海北陸自動車道高鷲インターチェンジより、国道156号線を経由して17分。

### 公共交通機関
- 岐阜バス高速名古屋郡上ひるがの線「牧歌の里」下車すぐ。
  - 土曜日・日曜日・休日に運行[11]。
  - 高速名古屋郡上八幡線を延伸する形で2022年8月に乗り入れを開始[11]。

## ギャラリー

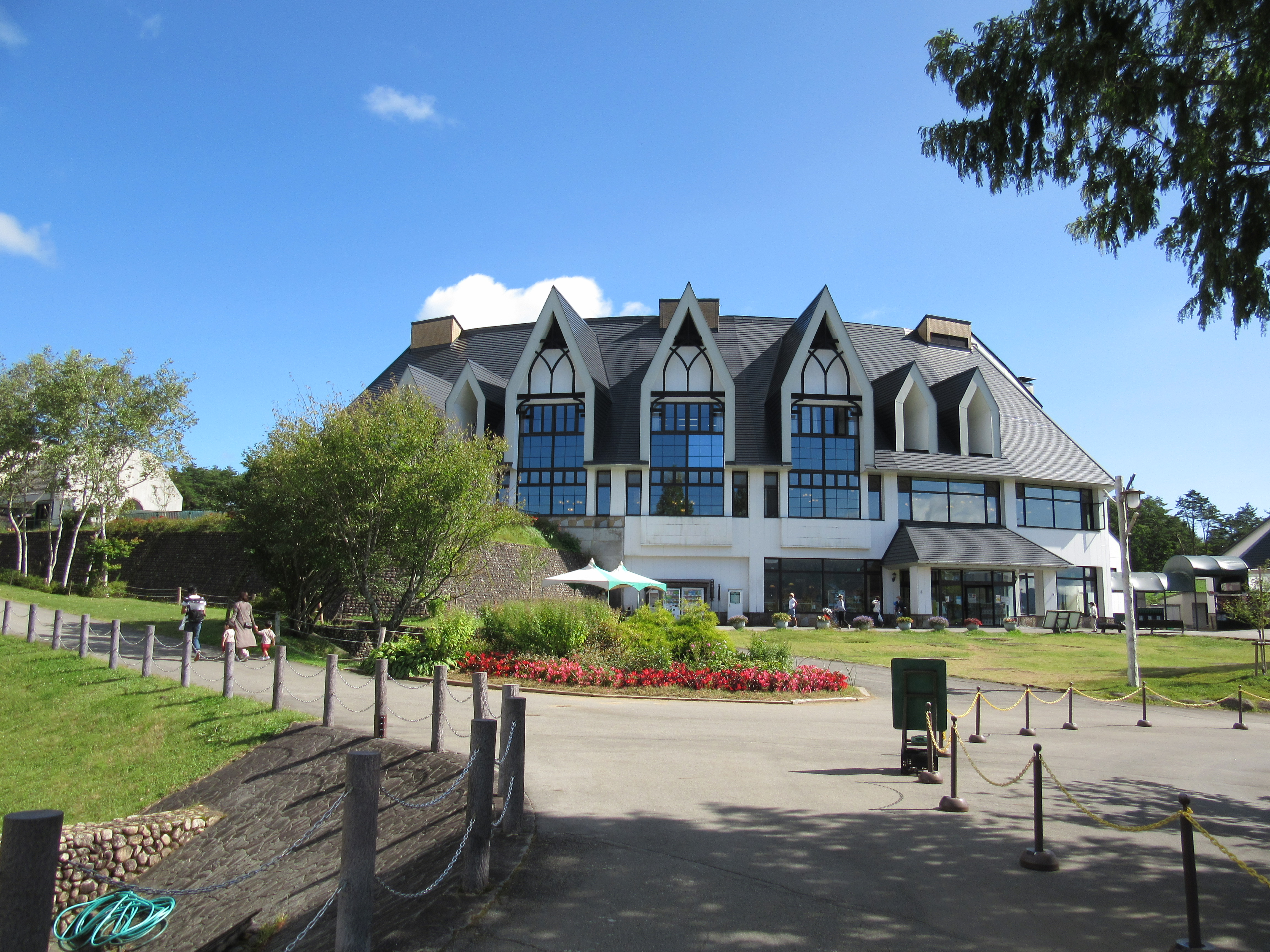
メインハウス（ヒルトップの館）
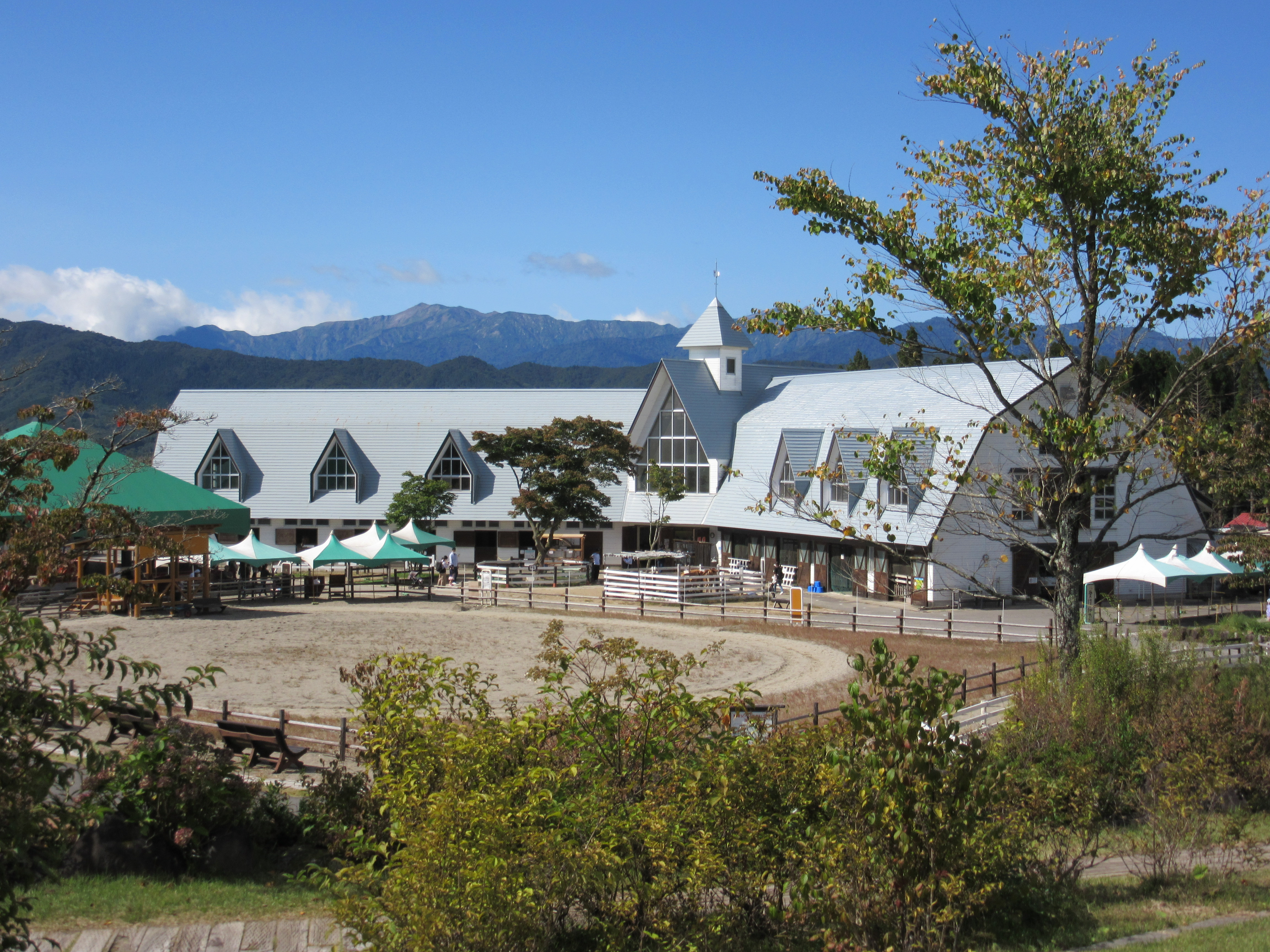
動物ふれあいエリア 牧舎
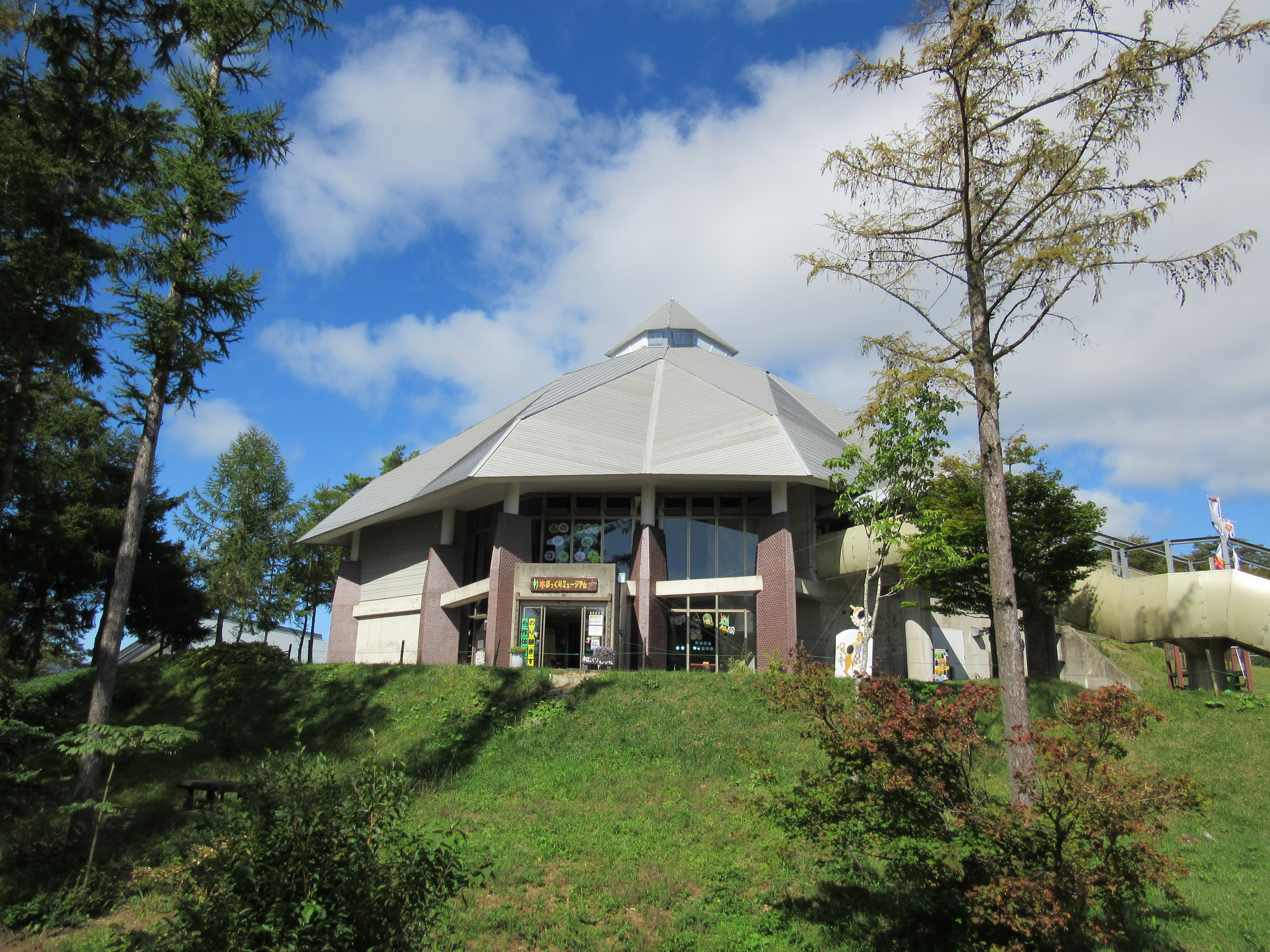
木ぼっくりミュージアム